# Cheshire West and Chester
Cheshire West and Chester è un distretto e autorità unitaria del Cheshire (contea cerimoniale), Inghilterra, Regno Unito, con sede a Chester.
L'autorità fu creata nel 2009 dalla fusione di precedenti distretti di Chester, Ellesmere Port and Neston e Vale Royal.